# Буліден
Буліден (англ. Boliden) — мідно-цинкове родовище на півночі Швеції. Розроблялося в період з 1924 по 1967.

## Характеристика
Одне з рідкісних за комплексністю руд. Приурочене до верхньої частини розрізу протерозойських вулканогенно-осадових порід, дислокованих і метаморфізованих у зеленосланцеві фації регіонального метаморфізму. Рудні тіла пласто- та лінзоподібної форми (довжина 600 м, товщина до 40 м) контролюються узгодженою з напластуванням порід зоною розсланцювання. Два рудні тіла мають вертикальне падіння. Руди арсенопіритові, кварц-турмалінові, кварц-сульфідні, піритові. Тіла масивних арсенопіритових і піритових руд виклинюються на глиб. 270 м; кварц-турмалінові руди, які утворюють зони прожилково-вкрапленого зруденіння, простежуються до глибини 570 м.

## Технологія розробки
Родовище відпрацьоване підземним способом компанією «Boliden Metall A.B.». При цьому видобуто понад 8 млн т руди з вмістом Cu — 1,4%, Zn — 0,9%, Pb — 0,3%, S — 25%, а також 504 т Ag (15,5 г/т) тощо.